# Žaškov
Žaškov (Hongaars: Zsaskó) is een Slowaakse gemeente in de regio Žilina, en maakt deel uit van het district Dolný Kubín.
Žaškov telt 1.681 inwoners.